# Lista de prefeitos de Jordão (Acre)
Esta é a lista de prefeitos do município de Jordão (Acre), estado brasileiro do Acre.
| Nº | Nome                                                                 | Imagem                | Partido                                          | Início do mandato      | Fim do mandato                           | Observações                            |
| 1  | Hilário de Holanda Melo (Tarauacá, 11.09.1943–)                      |                       | Partido da Frente Liberal PFL                    | 1º de janeiro de 1993  | 31 de dezembro de 1996                   | Prefeito eleito em sufrágio universal. |
| 2  | Esperidião Menezes Júnior (Tarauacá, 03.09.1963–)                    |                       | Partido do Movimento Democrático Brasileiro PMDB | 1º de janeiro de 1997  | 31 de dezembro de 2000                   | Prefeito eleito em sufrágio universal. |
| 3  | Francisco Turiano de Farias (–Tarauacá, 31.12.2004)                  |                       | Partido Progressista Brasileiro PPB              | 1º de janeiro de 2001  | 31 de dezembro de 2004                   | Prefeito eleito em sufrágio universal. |
| 4  | Hilário de Holanda Melo (Tarauacá, 11.09.1943–)                      |                       | Partido dos Trabalhadores PT                     | 1º de janeiro de 2005  | 31 de dezembro de 2008                   | Prefeito eleito em sufrágio universal. |
| 4  | Hilário de Holanda Melo (Tarauacá, 11.09.1943–)                      | 1º de janeiro de 2009 | Partido dos Trabalhadores PT                     | 31 de dezembro de 2012 | Prefeito reeleito em sufrágio universal. |                                        |
| 5  | Elson de Lima Farias (Tarauacá, 05.02.1976–)                         |                       | Partido Comunista do Brasil PCdoB                | 1º de janeiro de 2013  | 31 de dezembro de 2016                   | Prefeito eleito em sufrágio universal. |
| 5  | Elson de Lima Farias (Tarauacá, 05.02.1976–)                         | 1º de janeiro de 2017 | Partido Comunista do Brasil PCdoB                | 31 de dezembro de 2020 | Prefeito reeleito em sufrágio universal. |                                        |
| 6  | Francisco Naudino Ribeiro Souza, Naudo Ribeiro (Jordão, 16.07.1984–) |                       | Partido Democrático Trabalhista PDT              | 1º de janeiro de 2021  | 31 de dezembro de 2024                   | Prefeito eleito em sufrágio universal. |
| 6  | Francisco Naudino Ribeiro Souza, Naudo Ribeiro (Jordão, 16.07.1984–) | Progressistas PP      | 1° de janeiro de 2025                            | Atualidade             | Prefeito reeleito em sufrágio universal. |                                        |